# Berdychiv
Berdychiv (em ucraniano:  Бердичів, em polaco: Berdyczów, em russo:  Берди́чев) é uma cidade histórica na província de Jitomir (no Norte da Ucrânia).
A população está estimada em cerca de 88000 (2001).

## Pessoas
- Boris Sidis (Nascido em 1867);
- Jacob Pavlovich Adler;
- Valeriy Skvortsov (nascida em 1945);
- Sholom Aleichem (viveu em Berdychiv);
- Honoré de Balzac (casou em Berdychiv);
- Isaac Fridman Lutzkaya (ator mexicano) m. em 2007;
- Joseph Conrad, escritor (nascido em 1857);
- Abraham Firkovich, Karaim hakham (viveu em Berdychiv);
- Abraham Goldfaden (viveu em Berdychiv)
- Israel Grodner (viveu em Berdychiv)
- Vasily Grossman
- Felix Lembersky, pintor (1913-1970), nascido e criado em Berdychiv;
- Der Nister
- Antoni Protazy Potocki, szlachta (dono de várias fábricas na vila de Makhnivka, perto de Berdychiv)
- Mendele Mocher Sforim (viveu em Berdychiv);
- Levi Yitzchok de Berditchev (Levi Yosef Yitzhak de Berdichev).